# Elvis Manu
Elvis Kofi Okyere Wiafe Manu (ur. 13 sierpnia 1993 w Dordrechcie) – holenderski piłkarz ghańskiego pochodzenia, występujący na pozycji lewego skrzydłowego. Obecnie pozostaje bez klubu.
Manu w kategoriach juniorskich reprezentował barwy Holandii, jednak 24 czerwca 2015 zadeklarował, że w seniorskich rozgrywkach chce reprezentować barwy Ghany, z której wywodzą się korzenie jego rodziny.

## Kariera klubowa
Manu jest wychowankiem Feyenoordu, w barwach którego zadebiutował 26 lutego 2012 roku, po tym jak w 90. minucie meczu z PSV zmienił Jersona Cabrala. 26 maja tego samego roku zdobył swoją pierwszą bramkę w lidze. Przed sezonem 2012/2013 został wypożyczony, razem z czterema innymi zawodnikami, do SBV Excelsior. Po powrocie do Feyenoordu został wypożyczony na kolejny sezon tym razem do SC Cambuur.
Po spędzeniu blisko dwóch lat na wypożyczeniach, Manu pozostał w kadrze Feyenoordu na sezon 2014/2015. 6 sierpnia 2014 roku w rewanżowym meczu III rundy kwalifikacyjnej do Ligi Mistrzów zdobył swoją pierwszą bramkę w europejskich pucharach. Feyenoord uległ jednak Beşiktaşowi 5:2 w dwumeczu i zakończył udział w rozgrywkach. Dwa tygodnie później w rewanżowym meczu rundy play-off Ligi Europy zdobył gola w doliczonym czasie gry meczu przeciwko Zorii Ługańsk, która zapewniła Feyenoordowi pierwszy od sześciu lat awans do fazy grupowej europejskich rozgrywek. Manu zdobywał również bramki w meczach fazy grupowej, w której Feyenoord wygrał grupę i awansował do 1/16 finału. Tam trafili na zespół AS Roma, gdzie Manu również trafił do bramki, jednak to włoski zespół awansował do dalszych rozgrywek.
Dobry sezon zaowocował transferem do Anglii, gdy Manu został piłkarzem klubu Brighton & Hove Albion. W EFL Championship zadebiutował 19 września 2015 roku w starciu przeciwko Wolverhampton Wanderers. Podczas zimowego okna transferowego trafił na wypożyczenie do Huddersfield Town. Po zaledwie dwóch miesiącach wypożyczenie zostało zakończone przez macierzysty klub, ze względu na zbyt małą liczbę występów Holendra w nowym klubie.
Po powrocie do Brighton głównie grał w rozgrywkach Pucharu Ligi w których zdobył nawet dwie bramki. 31 grudnia 2016 roku wrócił do Holandii, na półroczne wypożyczenie do Go Ahead Eagles. Go Ahead walczyli o utrzymanie w lidze, jednak tuż przed jednym z ostatnich meczów, które miały zdecydować o losach Go Ahead, Manu tuż przed spotkaniem, za pośrednictwem mediów społecznościowych, wyraził wsparcie dla Feyenoordu, który walczył o mistrzostwo kraju. Nie spodobało się to kierownictwu oraz kibicom klubu, który zdecydował się ze skutkiem natychmiastowym zakończyć wypożyczenie.
10 lipca 2017 roku Manu związał się dwuletnią umową z klubem Gençlerbirliği SK. Już rok później został zawodnikiem Akhisar Belediyespor. Na początku sezonu ze swoim nowym klubem wygrał rozgrywki o Superpuchar Turcji. Ostatecznie Akhisar spadł z ligi, a Manu wyjechał do Chin, gdzie został zawodnikiem Beijing Renhe.
W sierpniu 2020 roku został zawodnikiem Łudogorca Razgrad.
28 lutego 2022 przybył do Polski aby grać dla Wisły Kraków, dla której w 11 meczach zdobył dwie bramki i zaliczył jedną asystę. 9 czerwca 2022 klub poinformował o rozwiązaniu kontraktu z zawodnikiem.